# 沙湾站 (成都市)
沙湾站是成都地铁6号线的一座车站，于2020年12月18日启用。

## 车站概况
本站位于成都市金牛区沙湾路沙湾东二路口南侧，沿沙湾路南北向布置。因老地名沙湾而得名。正式命名前曾使用工程名为“小花园站”。西南交大-沙湾站区间长720米，为全线最短。

## 车站结构
沙湾站为地下二层单柱双跨2面2线13米宽186米长岛式月台车站。车站北侧设有单渡线。车站施工方法为半幅盖挖法。

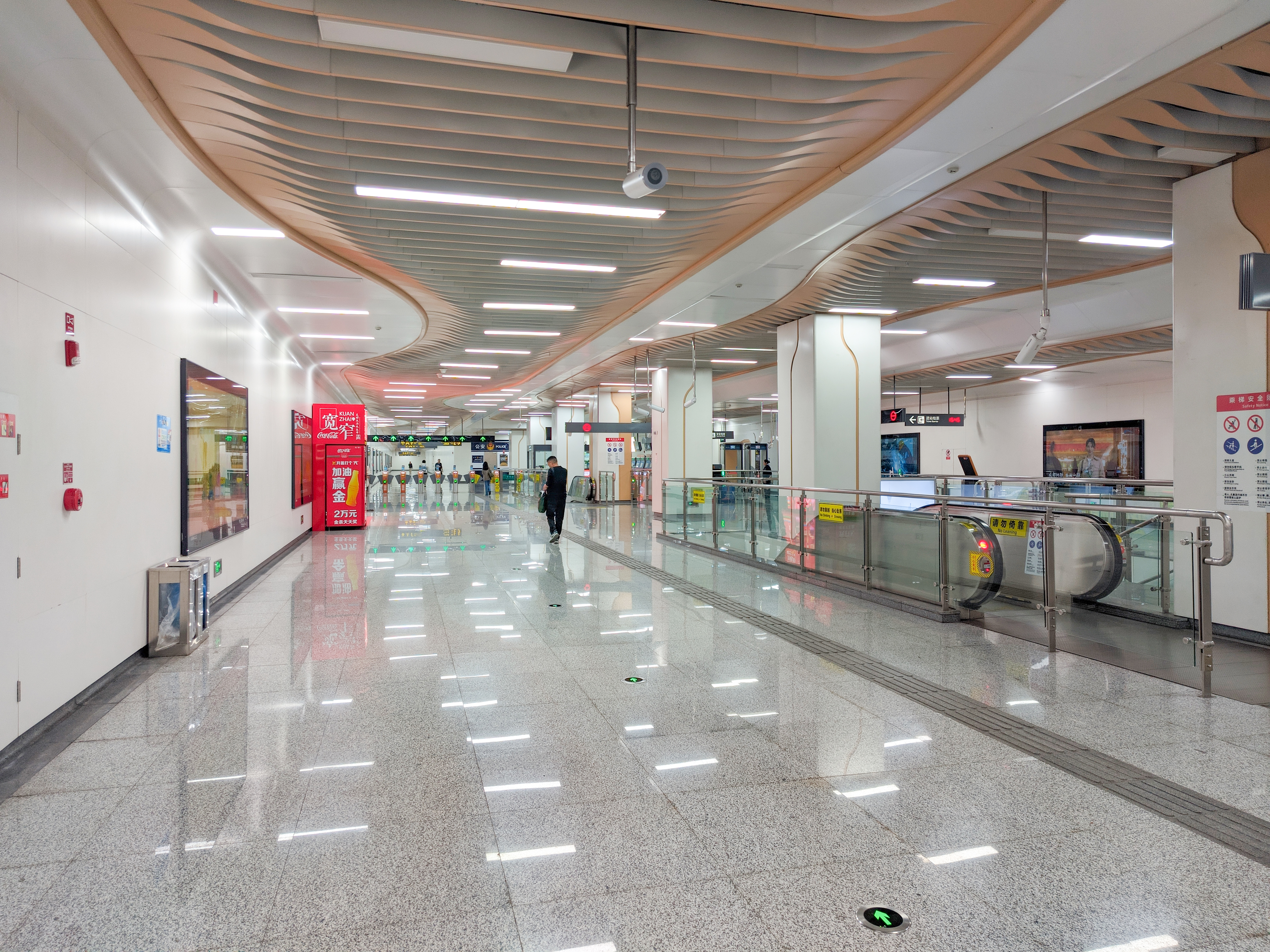
站厅

| 地面              | 0    | 出口A1–A3·C–F                                                                                           |
| 地下一层          | 站厅 | 自助购票 客服中心                                                                                       |
| 地下二层          | 站台 | \| \| \| 6号线往望丛祠（西南交大） \| \| 島式 · 開左邊车门 \| \| \| \| \| \| 6号线往兰家沟（西北桥） \| |
|                   |      | 6号线往望丛祠（西南交大）                                                                               |
| 島式 · 開左邊车门 |      | |
|                   |      | 6号线往兰家沟（西北桥）                                                                                 |

- 站厅

## 出入口
本站目前开放7个出入口。
|              |                         |                            |      |
| 编号         | 设施                    | 指示                       | 照片 |
|              |                         | 金沙路                     |      |
| 出口 · A · 2 |                         | 新华大道沙湾路、金沙路     |      |
| 出口 · A · 3 |                         | 新华大道沙湾路             |      |
| 出口 · C     | 无障碍电梯 无障碍卫生间 | 新华大道沙湾路、光荣北路   |      |
| 出口 · D     |                         | 新华大道沙湾路、沙湾东一路 |      |
| 出口 · E     |                         | 新华大道沙湾路、沙湾东二路 |      |
| 出口 · F     |                         | 新华大道沙湾路、圃园南二路 |      |

## 历史
- 2020年12月18日，本站启用。